# 60 sekunder
60 sekunder (originaltitel Gone in Sixty Seconds) er en amerikansk film fra 2000 med Nicolas Cage i hovedrollen. Filmen blev instrueret af Dominic Sena og er en genindspilning af filmen af samme navn fra 1974.

## Handling
Memphis er byens absolut bedste biltyv, men for at hans lillebror Kip ikke skal følge i hans fodspor og ende på samme måde, beder hans mor ham rejse væk. Memphis forlader alt hvad han har af venner, familie og kæreste for Kips skyld. Kip har altid set op til Memphis, så efter seks år ender det alligevel med at Kip bliver biltyv. Kip og hans slæng får en stor ordre fra Calitri, som han dummer sig med. Efter at have stjålet en bil fra en forretning, skal han på tilbagevejen absolut køre ræs mod en anden, hvilket resulterer i at politiet opdager ham og følger efter ham tilbage til deres opholdsted. Kip og slænget når at flygte fra stedet inden politiet kommer ind, men bilerne og deres ting får de ikke med. Kriminalbetjent Castlebeck finder nogle glasskår på gulvet som han tager med. 
En af Memphis' gamle venner opsøger ham, fordi Kip har dummet sig med jobbet og nu er ude på dybt vand. Memphis bliver altså nødt til, at tage tilbage for at løse problemerne. Han opsøger Calitri som ikke er til at handle med, han vil have sine 50 biler. Memphis bliver altså nødt til at tage jobbet for Kip. 
Memphis begynder nu at opsøge sine gamle venner, som han stjal biler sammen med før i tiden. Desværre er der ikke ret mange af dem der ønsker at hjælpe ham, da de alle sammen har fået et hæderligt liv nu. Det lykkedes dog at samle en lille flok, som vil hjælpe ham. Forberedelserne til tyveriet kan begynde at gå i gang. De har 2 dage til rådighed, så det hele til tilrettelægges så det køre på skinner. Efter at have fundet alle 50 biler, kan de begynde på tyveriet. Memphis køre efter et princip med at stjæle alle bilerne på én nat, for så opdager folk først deres bil er væk om morgenen. Når politiet så bliver alarmeret, er bilerne allerede læsset på skibet og ingen opdager noget.
Memphis har en svaghed for en bestemt bil, Shelby Mustang GT500 Fastback fra 1967, som i filmen bliver kaldt Eleanor. Han vælger at stjæle denne bil til sidst, da han altid får problemer med den. Denne gang er ingen undtagelse, for kriminalbetjent Castlebeck ved, at der er noget i gære. Han har i mellemtiden fundet listen over bilerne i det varehus som Kip gemte sig. De glasskår han have fundet, var fra en UV-lampe, så Castlebeck tager tilbage til varehuset med en UV-lampe og finder listen over alle bilerne på en dør. Han ved også at Memphis har en svaghed overfor bilen, og der er kun en Mustang i hele byen, så der finder Castlebeck Memphis. De bliver nu en hæsblæsende jagt gennem byen, men til sidst lykkedes det Memphis at slippe væk, ved at lave et flyvehop over en lang kø på en bro. Da han omsider kommer ned på havnen, er det desværre et par minutter forsent og de vil ikke tage imod bilen. 
Memphis køre over til Calitri, som stadig ikke er til at handle med og derfor slår ham ned. Han tager ham med over skrotpladsen hvor han vil dræbe ham, men heldigvis kommer Kip ham til undsætning. Memphis begynder nu at jagte Calitri, samtidig med at politiet stadig leder efter ham. Pludselig opdager Calitri Castlebeck og prøver at dræbe ham. Memphis redder dog Castlebeck ved skubbe Calitri udover et gelænder så han dør. Det går så op for Castlebeck, at Memphis udelukkende har lavet tyveriet for at redde sig bror, og han lader Memphis gå, da han også lige har reddet ham. Inden Memphis går fortæller han, hvilken mole Castlebeck bør tjekke. 
Dagen efter fejrer de at det hele er overstået, og vennerne har hentet Eleanor nede på skrotpladsen til Memphis. Memphis kører tur sammen med Sway, som var hans kæreste inden han forlod byen.

## Medvirkende
- Nicolas Cage som Randall "Memphis" Raines
- Giovanni Ribisi som Kip Raines
- Angelina Jolie som Sara "Sway" Waylan
- Robert Duvall som Otto
- Christopher Eccleston som Raymond Vincent Calitri
- Vinnie Jones som The Sphinx
- Delroy Lindo som kriminalbetjent Roland Castlebeck